# 집 (2010년 영화)
"집"은 2011년 공개된 대한민국의 애니메이션 영화이다.

## 줄거리
허름한 옥탑방, 친구와의 동거가 시작됐다! 재개발로 곧 허물어질 희망상가의 허름한 옥탑방. 더운 여름 날, 친구 ‘희주’의 집에 얹혀 살게 된 가영은 얼마 전 번 돈을 펀드로 전부 날렸다. 창문을 열면 진동하는 반찬냄새와 생선냄새 때문에 그녀는 숨 한 번 제대로 쉴 수 없는데 이런 집에서 행복하게 사는 ‘희주’가 가영은 마냥 신기하기만 하다. 그런 어느 날, 화장실 환풍기로 들어오려는 도둑고양이를 쫓아낸 가영은 그녀의 손 위에 떨어진 방울목걸이를 발견한다. 그때부터 남들 눈엔 보이지 않는, 이상한 존재를 보게 되는 가영. 귀신도 아니고 외계인도 아닌, 알록달록한 모습의 그들은 스스로를 ‘집神’이라 소개했다. 희주는 자신의 집에 신령이 나타났다는 사실만으로 기뻐 날뛰며 곧 복이 들어올 거라 믿는다. 그런데, 수상한 이웃들이 나타났다! 죽어가는 312호 집신을 구하기 위해 유일한 구원자라고 믿는 ‘지神’을 간절히 찾던 집신들은 가영이 든 방울목걸이를 ‘지신’의 신물로 믿고 그녀에게 도움을 요청한다. 로또 1등에 당첨되게 해주면 도와주겠다며 집신에게 제안하는 가영. 312호 집신의 생명이 점점 위독해지자 가영과 함께 사는 308호 집신 아저씨는 로또가 뭔지도 모른 채 그녀에게 소원을 들어주겠다고 약속한다. 한 밤 중. 온 동네 도둑고양이를 한데 모아놓고 가영에게 찾아달라 부탁하는 집신들. 그러나 그녀가 만난 도둑고양이는 어디에도 없다. 동네 구석구석을 뒤지던 어느 날 드디어 지신이라는 도둑고양이와 마주친다. 잽싸게 도망가는 그를 따라 들어간 골목. 냉장고 문이 갑자기 열리더니 가영은 집신과 함께 이상한 곳으로 빨려들어가고, 재개발을 주도하는 강만파로 인해 희망상가의 위기감은 점점 더해진다. 소개글. 장편을 지원하는 한국영화아카데미 제작연구과정의 세 번째 작품. 제목 그대로 ‘집’에 관한 이야기로, 시장 한복판에 있는 상가건물의 옥상. 13가구가 살고 있는 ‘옥상마을’을 배경으로 27살의 여주인공 ‘가영’이 이사 오면서, 집신을 본 가영이 집신들과 함께 재개발에 맞서게 된다는 이야기. 느티나무의 지신이 사라진 후 신들은 가영과 함께 새로운 지신을 찾기 시작한다. 하지만 재개발로 인해 모든 신들이 위기의 상황에 처하게 되고, 집의 신들과 인간들 사이의 갈등이 커져만 간다. 사회적 현실을 담아낸 한국애니메이션의 색다른 시도.

## 성우진
- 김꽃비 - 가영 역
- 하재숙 - 희주 역
- 최정호 - 집신 아저씨 / 주택담보 할아버지 역
- 최하나 - 집신 아줌마 / 금보 / 주택담보 할머니 / 강만파 지지자 3 역
- 김희진 - 집신 할머니 / 매표원 / 가영 엄마 역
- 오인실 - 집신 꼬마 / 금보 엄마 / 희망시장 할머니 / 강만파 지지자 4 역
- 이광수 - 집신 312호 / 두목 고양이 / 점쟁이 / 소방관 1 역
- 서지연 - 지신 고양이 / 윤석 / 어린 가영 역
- 박종훈 - 택배기사 / 희망시장 아저씨 / 모델하우스 남 / 부동산 중개인 / 소방관 2 역
- 박민우 - 설비상 김씨 / 문신남 / 강만파 지지자 1 / 가영 아빠 / 소방관 3 역
- 김경진 - 윤석 고모 / 생선가게 아줌마 / 사이비종교 아줌마 1 / 강만파 지지자 2 역
- 이승환 - 금보네 집신 / 강만파 의원 / 소방관 4 역
- 양소라 - 사이비종교 아줌마 2 / 모델하우스 여 / 리포터 역